# 利哈奇夫卡 (姆利尼夫區)
50°33′7″N 25°22′55″E / 50.55194°N 25.38194°E
利哈奇夫卡（烏克蘭語：Лихачівка），是烏克蘭西北部的村莊，隸屬里夫內州的杜布諾區。該村面積3.04平方公里，海拔高度187米，2001年人口33，人口密度每平方公里10.9人。